# Nowogród Bobrzański (gromada)
Nowogród Bobrzański – dawna gromada, czyli najmniejsza jednostka podziału terytorialnego Polskiej Rzeczypospolitej Ludowej w latach 1954–1972.
Gromady, z gromadzkimi radami narodowymi (GRN) jako organami władzy najniższego stopnia na wsi, funkcjonowały od reformy reorganizującej administrację wiejską przeprowadzonej jesienią 1954 do momentu ich zniesienia z dniem 1 stycznia 1973, tym samym wypierając organizację gminną w latach 1954–1972.
Gromadę Nowogród Bobrzański z siedzibą GRN w Nowogrodzie Bobrzańskim (wówczas wsi; od 1988 jest to wschodnia dzielnica miasta Nowogród Bobrzański) utworzono – jako jedną z 8759 gromad na obszarze Polski – w powiecie nowosolskim w woj. zielonogórskim na mocy uchwały nr V/18/54 WRN w Zielonej Górze z dnia 5 października 1954. W skład jednostki weszły obszary dotychczasowych gromad Nowogród Bobrzański, Klępina (bez przysiółka Sobolice) i Dobroszów Wielki ze zniesionej gminy Nowogród Bobrzański w tymże powiecie.
1 stycznia 1955 gromadę włączono do powiatu żagańskiego w tymże województwie, gdzie ustalono dla niej 13 członków gromadzkiej rady narodowej.
1 stycznia 1958 gromadę włączono do powiatu zielonogórskiego w tymże województwie, gdzie włączono do niej obszar zniesionej gromady Bogaczów.
1 stycznia 1959 do gromady Nowogród Bobrzański włączono obszar zniesionej gromady Drągowina w tymże powiecie; z gromady Nowogród Bobrzański wyłączono natomiast przysiółek Skibice (należący do wsi Przybymierz), włączając go do gromady Niwiska tamże.
Gromada przetrwała do końca 1972 roku, czyli do kolejnej reformy gminnej. 1 stycznia 1973 – tym razem w powiecie zielonogórskim – reaktywowano gminę Nowogród Bobrzański.